# 陈刚 (1977年)
陈刚（1977年—2011年3月23日），男，安徽省合肥工业大学教师，任合肥工业大学团委副书记，中国共产党员。

## 生平
1998年，合肥工业大学本科毕业并留校任教；获得硕士学位；在职攻读博士学位；
2008年1月，担任合肥工业大学校团委副书记。期间安徽获首个省级奖励的学生支部；安徽省首届人才工作先进单位，安徽省首届创新创业示范高校申报材料的编写者并最终申报成功；
2011年3月上旬，陈刚参与合肥工业大学校团委书记公开竞选，并在答辩环节排名第一，但最终失利。2011年3月23日午时，34岁的陈刚坠楼自尽，留下遗书《为理想中的工大而献身》 

## 遗书
- 《为了理想中的合肥工业大学而献身》